# Klippitztörl
Klippitztörl désigne un hameau, un col ainsi qu'une station de ski de taille moyenne, situés près de Bad St. Leonhard im Lavanttal dans le nord-est du Land de Carinthie en Autriche.
Le col, situé à 1 644 mètres d'altitude, permet la liaison entre le district de Wolfsberg et le district de Sankt Veit an der Glan par une route de 28 kilomètres de long.
Le domaine skiable a été développé sur les pentes du mont Hohenwart (1 818 m). Il existe trois moyens d'accéder au sommet par des remontées mécaniques, dont le départ s'effectue sur trois versants divers de la montagne. Le télésiège le plus moderne et aussi le plus fréquenté est le 4er Bärenwald, de conception débrayable. Les pistes sont en majorité équipées de canons à neige. Elles sont certes cotées de difficulté « bleue » sur le plan, mais équivalent en partie à du niveau « rouge ». Seules les hauteurs du domaine offrent quelques possibilités restreintes de ski hors-pistes, le reste du domaine étant tracé directement dans la forêt.
La station est membre des regroupements de stations de ski Skiregion Süd et TopSkiPass Kärnten & Osttirol.
Un skibus gratuit dessert une fois par jour la station depuis Wolfsberg via Bad Sankt Leonhard (en période de vacance scolaire et les dimanches).
Une piste de luge d'été de 1 400 m (la plus longue de Carinthie) relie la gare d'arrivée du télésiège deux places 2er Hochegger (1 800 mètres) à la station.